# Moslim (nationaliteit)

Vlag van de Bosnische Moslims

In de Socialistische Federale Republiek Joegoslavië werden Slavische moslims beschouwd als Moslim van nationaliteit (Muslimani, Муслимани), waarnaar ook wel met Moslim met hoofdletter M verwezen werd.
De Grondwet van de Socialistische Federale Republiek Joegoslavië erkende narodi (naties, autochtone volken die expliciet in de Grondwet genoemd werden, met speciale privileges) en narodnosti (nationaliteiten, met een status vergelijkbaar met die van minderheden). Vanaf 1968 werden Slavische moslims onder de term Moslim van nationaliteit als een natie beschouwd (daarom schrijft men "Moslim" in dit verband met een hoofdletter). Zij leven vooral in Bosnië en Herzegovina en de Sandžak. Overigens zegt de term meer over de sociale, politieke en historische situatie van de betreffende personen dan over de religieuze invulling van hun leven: velen waren geen praktiserend moslim.
De term Moslim van nationaliteit werd gekozen omdat men van mening was dat de Slavische moslims los van de Serviërs en Kroaten een autochtoon volk vormden dat als natie een van de fundamenten van de deelstaten SR Bosnië en Herzegovina, SR Servië en SR Montenegro was. De term werd boven die van Bosniakken verkozen om zo niet alleen op moslims uit de SR Bosnië en Herzegovina van toepassing te zijn. Tegenwoordig prefereert men vaak de term Bosniakken, hoewel niet alle Bosniakken islamitisch zijn. In sommige ex-Joegoslavische deelrepublieken wordt de term Moslim van nationaliteit nog wel gebruikt.
Opgemerkt moet worden dat de Albanezen, die vaak ook een islamitische achtergrond hebben, binnen Joegoslavië als aparte natie beschouwd werden, omdat zij een apart, niet-Slavisch volk zijn.